# Suzanne E. Smrekar
Suzanne E. Smrekar és una astrònoma, geòloga i climatòloga estatunidenca de l'Institut Tecnològic de Califòrnia.
Es va convertir en llicenciada en geofísica i matemàtiques a la Universitat Brown (Providence, Rhode Island) el 1984 i doctora en geofísica a la Universitat Metodista del Sud el 1990.
Va ser membre dels equips de diverses missions de la NASA als planetes del sistema solar, com la Mars Reconnaissance Orbiter i la Magellan. Va treballar al GEM, un instrument de la missió InSigh, que es llançarà el 2018.
Segons Minor Planet Center va descobrir l'asteroide 6819 McGarvey el 14 de juny de 1983, que el que va anomenar a la memòria de la seva mare.
Va rebre en el 2012 la Medalla "Excepcional Científic Assoliment" de la NASA.